# Salvador Escamilla
Salvador Escamilla Gómez (Barcelona, 1931- 30 de marzo de 2008) fue un periodista, locutor de radio, presentador de televisión, cantante y actor de teatro español en lengua catalana. 
A partir del año 1964, desde su programa Radioscope de Radio Barcelona se convirtió en el promotor de la Nova Cançó , dando su primera oportunidad al cantautor Joan Manuel Serrat. Se hizo muy popular en Cataluña por comenzarlo cada día con la frase "Bon dia, Catalunya!", en su programa radiofónico también dio voz y popularizó a Lluís Llach, Pi de la Serra, Raimon, Maria del Mar Bonet, Jaume Sisa, La Trinca, Marina Rossell, Maria Cinta, Rafael Subirachs, Pere Tàpias, Núria Feliu, Guillermina Motta o Rumba Tres entre otros.
Trabajó como actor en montajes teatrales como La encantadora familia Bliss (1958), de Noel Coward y realizó diversos doblajes como cantante para bandas sonoras de películas: Mary Poppins, West Side Story, Chitty Chitty Bang Bang, El extravagante doctor Dolittle, grabó además un total de 16 discos. En 1968 ganó el Premio Ondas al mejor programa recreativo por Radioscope. 
En 1977 publicó el libro-casete Nadals a la memòria (Ed. Portic, Barcelona), en el que repasaba su trayectoria personal y artística. En 1994 recibió la Cruz de Sant Jordi de la Generalidad de Cataluña. 
Fue locutor en diversas emisoras de radio: Radio Barcelona, Radio Miramar, Radio Rubí, Radio Avui, Ràdio Associació de Catalunya, Catalunya Ràdio y Ràdio Arenys entre otras. 
En 2002 recibió un homenaje en el Palacio de la Música Catalana por toda su trayectoria profesional.
En 2003, Salvador Escamilla ingresa en la Academia de las Artes y las Ciencias Radiofónicas de España y tras su fallecimiento en 2008, la Academia instaura, como forma de homenaje a su figura, un premio con su nombre, el Premio Salvador Escamilla de Radio. Desde 2013 este galardón lo otorga ya la Academia Catalana de la Radio.

## Discografía
- Cantem i juguem (Edigsa), canciones infantiles junto a Montserrat Alavedra.
- Salvador Escamilla canta les cançons de West Side Story. (Edigsa, 1963)
- Els Comediants. Salvador Escamilla i orquestra. (Edigsa, 1963)
- My fair lady. Salvador Escamilla. (Edigsa, 1964)
- Les cançons de Mary Poppins. Salvador Escamilla. (Edigsa), con versiones en catalán de Josep Maria Andreu, y arreglos de Lleó Borrell, con la orquesta de Francesc Burrull.
- Doctor Dolittle. Salvador Escamilla. (Edigsa)
- Salvador Escamilla, Maria Cinta i Queta & Teo. Festa a l´Infantil (Edigsa)
- Cançons de protesta. Salvador Escamilla. (Edigsa)
- III Concurs de la cançó de La Selva del Campo. (Edigsa)
- Salvador Escamilla. Nadal a Ràdio Barcelona. (Edigsa), villancicos catalanes.
- Broadway a Barcelona. Salvador Escamilla (Edigsa), con temas de George Gershwin y Cole Porter.
- Salvador Escamilla (Edigsa, Ediphone), con temas de Josep Maria Espinàs.
- Les cançons de Walt Disney. Salvador Escamilla y Jacinta. (Edigsa, 1968)
- El parque Elysian. Salvador Escamilla. (Discophon).
- L´un i l´altre. Salvador Escamilla. Del espectáaculo de Giorgio Gaber en el Piccolo Teatro di Milano. Versión de Terenci Moix. (CBS, 1976).
- De pel.lícula. Salvador Escamilla. (PDI, 1974). 27 temas de canciones entre los años 1963 y 1968.